# Nana Sahib
Nana Sahib, egentligen Dundu (eller Dandu) Panth, var en indisk furste, en av ledarna för sepoyupproret i Indien 1857-1859, och var adoptivson till Bajirao, marathernas siste peshwa. 
Hans adoptivfader hade 1818 efter marathernas besegrande och peshwavärdighetens avskaffande erhållit en livstidspension på 80 000 pund sterling. Nana Sahib, som fick ärva Bajiraos stora enskilda förmögenhet, sökte även på sig få pensionen överflyttad och intogs, när detta av generalguvernören lord Dalhousie avslogs 1851, av oförsonligt hat mot engelsmännen. 
Kort efter sepoyupprorets utbrott började Nana Sahib belägra den brittiska garnisonen i det nära hans gods Bithur belägna Cawnpur, förmådde (27 juni 1857) genom bedrägliga löften om fritt avtåg besättningen att kapitulera och lät vid avtåget förrädiskt nedskjuta nästan hela besättningen. Kvinnor och barn jämte några få överlevande soldater höll han i hårt fängelse, och när han (17 juli) nödgades utrymma Cawnpur, anställde han på dem en massaker, som i grymhet söker sin like. Nana Sahib blev i december s.å. än en gång besegrad och trängdes småningom 1859 upp i Nepals mest otillgängliga djungler, där han antas ha omkommit.